# Système d'unités
 (août 2013).
Un système d'unités est un ensemble d'unités de mesure couramment employées dans des domaines d'activité humaine, présentant des caractères de cohérence qui en facilitent l'usage entre les organisations d'une société humaine. Historiquement, les systèmes d'unités ont  été d'une grande importance, soumis à réglementation et définis dans des domaines scientifiques et commerciaux.

## Historique des unités
Depuis que les civilisations se sont développées, les hommes ont cherché à développer des systèmes d'unités cohérents, afin de faciliter les échanges, tant scientifiques, que culturels, économiques, et financiers.

### Temps
Le temps a été la première unité standardisée, dans les sociétés occidentales. Ce processus, initié par Denys le Petit (VIe siècle, a été ensuite repris par Bède le Vénérable (comput, VIIIe siècle), puis par Birtferth (an 1000).
L'usage de la date comptée à partir de la naissance supposée de Jésus-Christ (à une erreur de 4 à 6 années près) a commencé à s'imposer dans les actes administratifs vers l'an mil. Le calendrier julien ainsi diffusé présenta progressivement une dérive par rapport aux dates des équinoxes ; il a été nécessaire d'effectuer un ajustement au XVIe siècle, avec le calendrier grégorien. Ce calendrier a été progressivement déployé dans le monde, et est adopté par la totalité des pays, sauf l'Afghanistan, l'Ethiopie, l'Iran, le Népal et le Vietnam .

### Distance
Le mètre a été défini à la fin du XVIIIe siècle, pendant la Révolution française (1793) comme unité de mesure des distances. Le mathématicien Gaspard Monge en fut l'un des promoteurs. Sa définition actuelle (depuis 1983) est basée sur la constante de la vitesse de la lumière dans le vide (C) (1m = distance parcourue par c en 1⁄299792458 seconde).

### Poids et masse
La première définition du poids et de la masse est développée en 1799 à partir d'un étalon en alliage de platine et d’iridium. Elle est définie depuis 2018 par la constante de Planck.